# 仇晓
仇曉（1969年11月2日—）是中國一名電視節目主持人、製片人，出生於湖南省株洲市。 仇曉畢業於湖南省广播电视大学，曾在湖南有線電視台工作，后進入湖南經濟電視台主持《幸運3721》、《真情對對碰》等節目而知名。 后轉型為節目製片人，擔任《仇曉的閨中密友》等節目製片。 2004年結婚， 目前育有一子。

## 個人生活
中國知名節目主持人汪涵被認為是仇曉所發掘并提攜，同時兩人據說曾經有過親密關係。
2004年，仇曉與商人王輝結婚，並於2006年12月14日誕下一子。